# Inter Insigniores
Inter Insigniores – deklaracja o dopuszczeniu kobiet do kapłaństwa urzędowego Inter Insigniores – dokument wydany 15 października 1976 r. przez Świętą Kongregację Nauki Wiary podtrzymujący naukę o nieudzielaniu kobietom święceń prezbiteratu i episkopatu w Kościele Katolickim.

## Uzasadnienie
- Kościół w swej historii nigdy nie udzielał sakramentu święceń kobietom, Ojcowie Kościoła potępiali praktyki wyświęcania kobiet w sektach gnostyckich.
- Jezus Chrystus do grona dwunastu apostołów nie powołał żadnej kobiety. Deklaracja wyjaśnia że nie było spowodowane to, jak się powszechnie uważa, panującymi wówczas obyczajami. Jezus wykazywał podejście do kobiet inne niż jemu współcześni i także im głosił swoje nauki, a więc to nie konwenanse społeczne ograniczyły go w wyborze jedynie mężczyzn na apostołów.
- Do grona apostołów nie powołano Maryi, pomimo nauczania Kościoła, według którego przewyższa ona wszystkich ludzi (w tym mężczyzn wybranych na apostołów) godnością.
- św. Tomasz z Akwinu wskazuje że nie byłoby podobieństwa naturalnego, jakie powinno zachodzić między Chrystusem i Jego kapłanem, gdyby nie był on mężczyzną[1].